# Revenge (album, Kiss)
Revenge je 16 studiové album rockové skupiny Kiss.Je to první album vydané po smrti dlouholetého bubeníka skupiny Erica Carra, který zemřel 24. listopadu 1991 na rakovinu. Jeho místo ve skupině zaujal Eric Singer.
Deska je věnována Carrovi a jako poslední píseň je zařazena skladba "Carr Jam 1981" - demo, které nahrál, když se stal členem skupiny.

## Seznam skladeb
| Pořadí         | Název                            | Autor                                   | Hlavní zpěvák     | Délka |
| -------------- | -------------------------------- | --------------------------------------- | ----------------- | ----- |
| 1.             | Unholy                           | Simmons / Vinnie Vincent                | Gene Simmons      | 3:40  |
| 2.             | Take It Off                      | Stanley / Ezrin / Roberts               | Paul Stanley      | 4:50  |
| 3.             | Tough Love                       | Stanley / Bruce Kulick / Ezrin          | Stanley           | 3:44  |
| 4.             | Spit                             | Simmons / Zen / Stanley                 | Simmons / Stanley | 3:32  |
| 5.             | God Gave Rock 'N' Roll to You II | Ballard / Stanley / Simmons / Bob Ezrin | Stanley / Simmons | 5:18  |
| 6.             | Domino                           | Simmons                                 | Simmons           | 4:01  |
| 7.             | Heart of Chrome                  | Stanley / Vincent / Ezrin               | Stanley           | 4:02  |
| 8.             | Thou Shalt Not                   | Simmons / Damon                         | Simmons           | 3:59  |
| 9.             | Every Time I Look at You         | Stanley / Ezrin                         | Stanley           | 4:38  |
| 10.            | Paralyzed                        | Simmons / Ezrin                         | Simmons           | 4:14  |
| 11.            | I Just Wanna                     | Stanley / Vincent                       | Stanley           | 4:07  |
| 12.            | Carr Jam 1981                    | Eric Carr                               | Instrumental      | 2:46  |
| Celková délka: | Celková délka:                   | Celková délka:                          | Celková délka:    | 4851  |

## Obsazení
- Paul Stanley - rytmická kytara, zpěv
- Gene Simmons - basová kytara, zpěv
- Bruce Kulick - sólová kytara, zpěv
- Eric Singer - bicí, zpěv
- Eric Carr - spoluzpěv (skladba 5)

## Umístění
Album
| Hitparáda(1992) | Umístění |
| --------------- | -------- |
| Austrálie       | 5        |
| Rakousko        | 14       |
| Kanada          | 11       |
| Finsko          | 15       |
| Německo         | 16       |
| Maďarsko        | 27       |
| Nizozemsko      | 46       |
| Norsko          | 4        |
| Švédsko         | 10       |
| Švýcarsko       | 6        |
| Japonsko        | 4        |

Singly
"God Gave Rock 'N' Roll to You II"
| Hitparáda(1991) | Umístění |
| --------------- | -------- |
| USA             | 21       |
| Austrálie       | 18       |
| Švýcarsko       | 4        |
| UK              | 4        |
| Německo         | 9        |
| Švédsko         | 24       |
| Rakousko        | 16       |

"Unholy"
| Hitparáda(1992) | Umístění |
| --------------- | -------- |
| USA             | 26       |
| Norsko          | 2        |
| Švédsko         | 19       |
| Německo         | 26       |

"Domino"
| Hitparáda(1992)                     | Umístění |
| ----------------------------------- | -------- |
| US Billboard Mainstream Rock Tracks | 26       |

"I Just Wanna"
| Hitparáda(1992)                     | Umístění |
| ----------------------------------- | -------- |
| US Billboard Mainstream Rock Tracks | 34       |

"Every Time I Look at You"
| Hitparáda(1992) | Umístění |
| --------------- | -------- |
| Švédsko         | 31       |